# 沃溝駅
沃溝駅（オックえき）は全北特別自治道群山市にある韓国鉄道公社沃溝線の鉄道駅（貨物駅）である。

## 沿革
- 1953年11月1日 - 沃溝線群山（現・群山貨物）- 当駅間開業[1]。
- 1973年 - 旅客取扱中止。
- 2020年12月10日 - 沃溝線が群山港線からのルートに変更、群山貨物駅からのルートは廃止。

## 隣の駅
韓国鉄道公社
沃溝線
群山玉山信号場 - 沃溝駅

### かつて存在した路線
韓国鉄道公社
沃溝線
群山貨物駅 - 沃溝駅